# Municipio de Lansing (Iowa)
El municipio de Lansing (en inglés: Lansing Township) es uno de los dieciocho municipios ubicados en el condado de Allamakee en el estado estadounidense de Iowa. En el año 2000 el municipio tenía una población de 1517 habitantes y una densidad poblacional de 12,8 personas por km². Su territorio contiene una ciudad, Lansing, a orillas del Misisipi.

## Geografía
El municipio de Lansing se encuentra ubicado en las coordenadas 43°23′11″N 91°17′56″O / 43.38639, -91.29889..